# Samson & Gert 9
Samson & Gert 9 is het tiende cd-album van de serie Samson en Gert. Het album verscheen op 19 juni 1999. Op het album zijn de stemmen van Danny Verbiest als Samson en Gert Verhulst als Gert te horen. De teksten zijn van Danny Verbiest, Gert Verhulst, Hans Bourlon en Ivo de Wijs. Alle muziek is van de hand van Johan Vanden Eede. In sommige liedjes zingt het koor De Wamblientjes mee o.l.v. Johan Waegeman.

## Tracklist
| 1.                   | Kermis                                           | 3:12 |
| 2.                   | Piloot                                           | 3:08 |
| 3.                   | Storm op zee                                     | 3:45 |
| 4.                   | De jongens en de meisjes                         | 3:07 |
| 5.                   | Je neus, je neus                                 | 3:22 |
| 6.                   | De stoomlocomotief                               | 3:45 |
| 7.                   | Mexico                                           | 3:34 |
| 8.                   | Hiep hiep hiep hoera voor meneer de burgemeester | 3:13 |
| 9.                   | Kijken naar de sterren                           | 4:12 |
| 10.                  | Aan tafel                                        | 3:22 |
| 11.                  | Hard Rock                                        | 3:30 |
| 12.                  | Wij goochelen                                    | 3:29 |
| Totale duur: ± 42.00 |                                                  |      |

## Hits
Dit album stond in België van 26 juni 1999 tot 11 december 1999 (19 weken) in de Ultratop 50 (Vlaanderen) waarvan het 3 weken op nummer 1 stond.